# Sumaré (bairro de São Paulo)
Sumaré é um bairro nobre da cidade de São Paulo localizado na zona oeste, no distrito de Perdizes. Está localizado em uma das regiões mais altas da cidade, chamada de Espigão da Paulista.

## História
O bairro-jardim é resultado do loteamento original da Sociedade Paulista de Terrenos e Construções Sumaré Ltda., moldado com extensa porcentagem de área verde e solo permeável, apresentando também traçado viário tortuoso. Seu nome se deve a uma espécie de orquídea de nome científico Cyrtopodium puntactum.
No Sumaré, foi inaugurado o primeiro canal de televisão da América Latina, a TV Tupi, em 1950. Em 1983 foi construída ali a primeira sede da Rede Manchete em São Paulo, idealizada por Oscar Niemeyer, na rua Bruxelas. No ano de 1981 o SBT iniciou suas atividades no bairro, onde tinha prédios com antena de transmissão. No ano de 1991 o SBT reativou seus estúdios no bairro, onde foram gravadas algumas de suas novelas, além do talk-show Jô Soares Onze e Meia. Esses estúdios foram parcialmente abandonados em 1996, como foi na Vila Guilherme, quando a emissora mudou-se para o CDT da Anhanguera.
Sediou a primeira escola de samba da zona oeste, Tom Maior, fundada em 1973 e na época com sede e ensaios realizados na Rua Oscar Freire, justamente onde hoje encontra-se a estação de Metrô que leva o nome do bairro, onde existiu a Feira Moderna até meados de 1976 quando foi construída a Avenida Paulo VI.

### Moradores e ex-moradores
- Hebe Camargo (1929 - 2012), apresentadora de televisão, cantora
- Guilherme de Almeida (1890 - 1969), advogado, jornalista, membro da Academia Brasileira de Letras
- Ives Gandra da Silva Martins (1935), jurista e professor emérito de Direito, membro da Academia Paulista de Letras
- Lucy Meirelles (1928 - 1982), atriz

## Atualidade
Ainda hoje, o bairro é lembrado e caracterizado pelas diversas antenas de transmissão cortando sua paisagem, composta também por muitas árvores e ruas sinuosas e inclinadas, além de casas de alto-padrão, vielas grafitadas, prédios de poucos andares - característicos da década de 1950, casinhas geminadas e pequenas vilas. É classificado pelo CRECI como "Zona de Valor B", assim como: Brooklin, Alto da Lapa e Vila Madalena.
No bairro, há grandes exemplares da arquitetura moderna paulista, como o Edifício Jaraguá, de autoria de Paulo Mendes da Rocha, o Spazio 2222, de Décio Tozzi, e residências de Vilanova Artigas.
O Santuário de Nossa Senhora do Rosário de Fátima é muito procurado pela colônia portuguesa, notadamente no mês de maio. Nele foi gravada a última cena da novela Éramos Seis, da autoria da escritora Maria José Dupré, em 1994 pelo SBT.
Em virtude deste aparato arquitetônico o Sumaré é tombado pelo CONDEPHAAT, e com isso sua área está preservada da verticalização e de mudanças no traçado das ruas, mantendo suas características originais. A população do Sumaré é bairrista, fato comprovado no ano de 2003, quando impediu a construção de um prédio de oito andares nos territórios do bairro.
Encontram-se no bairro as sedes da Pró-TV, e da Ideal TV, situada no Edifício Victor Civita, o mesmo prédio na qual já sediou as extintas Rede Tupi, MTV Brasil e Loading. Apresenta também uma quantidade considerável de antenas de transmissão de emissoras nacionais, exemplos das torres: Cultura, da TV Cultura, Bruxelas, da RedeTV!, Victor Civita, que transmite a Ideal TV, e Assis Chateaubriand, do SBT, localizada no Estúdio S. Este estúdio é a base operacional de transporte da rede, sendo alugado também pela ESPN.
Suas vias principais são Rua Heitor Penteado, Rua Apinagés, Avenida Sumaré, Avenida Doutor Arnaldo e Avenida Professor Alfonso Bovero, por onde circulam linhas de ônibus para as zonas Oeste, Sul e Norte de São Paulo. Além disso, o bairro é servido por duas estações de metrô da
Linha 2 - Verde: Estação Sumaré e Estação Vila Madalena.